# 代謝型グルタミン酸受容体

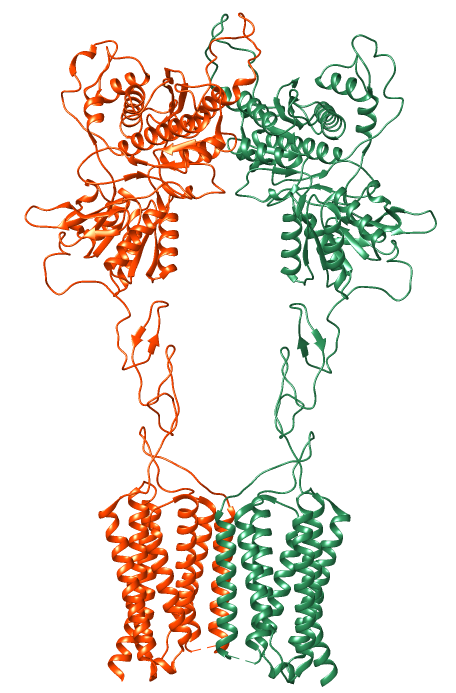
リボン図で表示されたmGluR二量体構造（グループII）

グルタミン酸

代謝型グルタミン酸受容体またはメタボトロピックグルタミン酸受容体（たいしゃがた/メタボトロピックグルタミンさんじゅようたい、英: metabotropic glutamate receptor、略称: mGluR）はグルタミン酸受容体の一種であり、メタボトロピック過程を介した間接的活性を有する。これらはGタンパク質共役受容体（GPCR）のクラスCのメンバーである。他のグルタミン酸受容体と同様、興奮性神経伝達物質として機能するアミノ酸であるグルタミン酸を結合する。

## 機能と構造
mGluRは中枢神経系と末梢神経系でさまざまな機能を果たしており、学習、記憶、不安、痛覚などの過程に関与している。海馬、小脳や大脳皮質のシナプス前・後細胞やその他の脳領域や末梢組織に存在する。
他のメタボトロピック受容体と同様、mGluRは7回膜貫通ドメインを持つ。mGluRはイオノトロピック受容体とは異なり、すなわちイオンチャネルではない。その代わり、これらは生化学的カスケードを活性化し、それによってイオンチャネルなど他のタンパク質の修飾を引き起こす。その結果、神経伝達のシナプス前抑制やシナプス後応答の調節や誘導によって、シナプスの興奮特性に変化が生じる。
アゴニストによるシグナル伝達が引き起こされるためには、mGluRの二量体化が必要である。

## 分類
mGluRにはmGluR1からmGluR8の8種類が存在し、これらはグループI、II、IIIへと分類されている。この分類は受容体の構造や生理活性に基づいたものである。さらに、mGluR7a、mGluR7bのようにサブタイプによるさらなる分類が行われる場合がある。

### 概要
| ファミリー  | 受容体 | 遺伝子 | 機構  | 機能                                    | アゴニスト                                      | アンタゴニスト                                         | シナプス内の位置 |
| ----------- | ------ | ------ | ----- | --------------------------------------- | ----------------------------------------------- | ------------------------------------------------------ | ---------------- |
| グループI   | mGluR1 | GRM1   | Gq    | - 上昇 NMDA受容体活性と興奮毒性のリスク | - 3,5-ジヒドロキシフェニルグリシン              | - YM 298 198 - MTEP - MPEP - マボグルラント - リチウム | 主にシナプス後   |
| グループI   | mGluR5 | GRM5   | Gq    | - 上昇 NMDA受容体活性と興奮毒性のリスク | - 3,5-ジヒドロキシフェニルグリシン              | - YM 298 198 - MTEP - MPEP - マボグルラント - リチウム | 主にシナプス後   |
| グループII  | mGluR2 | GRM2   | Gi/G0 | - 低下 NMDA受容体活性と興奮毒性のリスク | - エグルメガド - ビフェニルインダノンA - DCG-IV | - APICA - EGLU - LY-341495                             | 主にシナプス前   |
| グループII  | mGluR3 | GRM3   | Gi/G0 | - 低下 NMDA受容体活性と興奮毒性のリスク | - エグルメガド - ビフェニルインダノンA - DCG-IV | - APICA - EGLU - LY-341495                             | 主にシナプス前   |
| グループIII | mGluR4 | GRM4   | Gi/G0 | - 低下 NMDA受容体活性と興奮毒性のリスク | - L-AP4                                         |                                                        | 主にシナプス前   |
| グループIII | mGluR6 | GRM6   | Gi/G0 | - 低下 NMDA受容体活性と興奮毒性のリスク | - L-AP4                                         |                                                        | 主にシナプス前   |
| グループIII | mGluR7 | GRM7   | Gi/G0 | - 低下 NMDA受容体活性と興奮毒性のリスク | - L-AP4                                         |                                                        | 主にシナプス前   |
| グループIII | mGluR8 | GRM8   | Gi/G0 | - 低下 NMDA受容体活性と興奮毒性のリスク | - L-AP4                                         |                                                        | 主にシナプス前   |

### グループI

キスカル酸

グループIのmGluR（mGluR1とmGluR5）は、興奮性アミノ酸アナログであるL-キスカル酸によって最も強力に刺激される。刺激の結果、受容体に結合している酵素ホスホリパーゼCによって細胞膜中のホスホイノシチドの加水分解が引き起こされ、イノシトール-1,4,5-トリスリン酸（IP3）とジアシルグリセロールが形成される。親水性のIP3は膜を離れて小胞体へ移動し、小胞体膜上のIP3受容体に結合することでカルシウムチャネルの開口を引き起こし、細胞質基質のカルシウム濃度を上昇させる。親油性のジアシルグリセロールは膜にとどまり、プロテインキナーゼC活性化の補因子として作用する。
グループIのmGluRは3,5-ジヒドロキシフェニルグリシン（DHPG）によって活性化されるが、この作用は他のグループのmGluRではみられない。このことを利用して単離・同定を行うことができるため、実験的に有用である。

### グループII/III
グループII（mGluR2とmGluR3）とグループIII（mGluR4、mGluR6、mGluR7、mGluR8）の受容体は、ATPからcAMPの形成を担うアデニル酸シクラーゼを阻害するGタンパク質を活性化することで、cAMPの形成を阻害する。これらの受容体はシナプス前抑制に関与しており、これら自体はシナプス後膜電位には影響を与えていないようである。グループII、IIIの受容体は皮質において興奮性・抑制性のいずれのシナプス後電位も低下させる。
DCG-IVとエグルメガドはグループIIのmGluRのみを活性化し、L-AP4はグループIIIのmGluRのみを活性化する。mGluR2のみを活性化するビフェニルインダノンAなど、サブタイプ選択的なポジティブアロステリックモジュレーターも現在では開発されている。
LY-341495やMGS-0039は、グループIIのmGluRであるmGluR2とmGluR3の双方を遮断する選択的アンタゴニストとして作用する。RO4491533はmGluR2とmGluR3のネガティブアロステリックモジュレーターとして作用する。

## 局在
mGluRはサブタイプごとに細胞内の分布が異なる。一例として、ある研究ではグループIのmGluRは大部分がシナプス前領域に、グループIIとIIIのmGluRは大部分がシナプス後領域に分布していることが示されているが、どちらもシナプス前後の双方の膜に存在している。
また、mGluRの体内の分布もサブタイプごとに異なる。例えば、mGluR4は脳にのみ存在し、視床、視床下部、尾状核などに位置している。mGluR6を除く全てのmGluRが海馬と嗅内野に存在していると考えられている。

## 役割
mGluRはさまざまな機能を果たしていると考えられている。

### 他の受容体の調節
mGluRは他の受容体の調節因子として、他の受容体の活性に影響を与える作用を示すことが知られている。一例として、グループIのmGluRはNMDA受容体の活性を高めることが知られている。NMDA受容体はイオンチャネル型受容体の一種であり、興奮毒性に中心的役割を果たしている。PDZタンパク質と呼ばれるタンパク質群がmGluRをNMDA受容体の近傍に固定し、その活性調節を可能にしている。
mGluRはNMDA受容体の調節を介して、神経の興奮毒性に対する脆弱性の調節因子として作用している可能性が示唆されている。NMDA受容体に対する選択的かつ特異的なアゴニストであるNMDAは、グループIのmGluRの存在下で神経により多くの損傷を引き起こすことが知られている。一方、グループIIとIIIのmGluRに対するアゴニストはNMDA受容体活性を低下させる。グループIIとIIIのmGluRはおそらくこのNMDA受容体活性低下作用によって、神経を興奮毒性から保護していると考えられている。
mGluRはドーパミン作動性やアドレナリン作動性の神経伝達にも影響を与えると考えられている。

### シナプス可塑性における役割
他のグルタミン酸受容体と同様、mGluRはシナプス可塑性、神経毒性、神経保護に関与していることが示されている。mGluRは長期増強や長期抑圧と関係しており、アゴニストの結合に応答してシナプス膜から除去される。

### 疾患における役割
mGluRはさまざまな機能に関与しているため、その発現の異常は疾患に寄与する場合がある。一例として変異型マウスを用いた研究では、mGluR1の変異が特定種のがんの発生に関与している可能性が示唆されている。さらに、mGluRの操作が一部の疾患の治療に有用である場合がある。mGluR2/3のアゴニストであるLY354740（エグルメガド）は全般性不安障害の治療に有効である。また、一部の研究ではmGluR4の活性化によるパーキンソン病治療の可能性が示唆されている。グループIのmGluRは自閉症の一種である脆弱X症候群の病因への関与が示唆されており、これらの受容体を修飾する薬剤による治療の試験が現在行われている。グループIIのmGluRのアゴニストが統合失調症の治療に有効である可能性を示すエビデンスも蓄積している。統合失調症は、GABAを放出する抑制性皮質介在ニューロンの欠陥や、NMDA受容体機能の欠陥と関連したシナプス異常と関係している。こうした抑制性欠陥は皮質の脱抑制や非同期を介して皮質機能を損なっている可能性がある。LY354740は、NMDA受容体アンタゴニストやセロトニン作動性幻覚薬の作用に関する動物やヒトでの研究で観察される生理・認知機能の異常を減弱することが示されており、mGluR2/3アゴニストの統合失調症治療における有効性の臨床的エビデンスが支持される。この薬剤は視床下部-下垂体-副腎系に干渉することが示されており、長期的経口投与によってコルチゾールのベースライン値が顕著に低下することがボンネットモンキーMacaca radiataで示されている。また、LY354740の注入はヨヒンビン誘発性ストレス応答を顕著に低下させる。LY354740はヒト副腎皮質細胞上のmGluR3に対しても作用し、アルドステロンシンターゼやCYP11B1をダウンレギュレーションして副腎皮質ステロイド（アルドステロンやコルチゾールなど）の産生を低下させる。

## 歴史
グルタミン酸が主要なセカンドメッセンジャー系に属する分子の形成を誘導する可能性が初めて示されたのは1985年であり、その研究ではイノシトールリン酸の形成を刺激している可能性が示された。1987年にはイオノトロピックグルタミン酸受容体阻害剤の影響を受けない、新規受容体の特性解析が行われ、代謝型グルタミン酸受容体の存在に関するさらなる証拠がもたらされた。1991年、7回膜貫通受容体ファミリーに属する代謝型グルタミン酸受容体が初めてクローニングされた。近年の報告ではイオノトロピックグルタミン酸受容体がメタボトロピックシグナル伝達系と共役していることが報告されており、グルタミン酸に対するメタボトロピック応答は7回膜貫通型の代謝型グルタミン酸受容体に限定されないことが示唆されている。

## 関連文献
- Jin, Chaobin; Ma, Shutao (2017). “Recent advances in the medicinal chemistry of group II and group III mGlu receptors”. Med. Chem. Commun. 8 (3):  501–515. doi:10.1039/C6MD00612D. ISSN 2040-2503. PMC 6072351. PMID 30108768.
- “Neurobiological Insights from mGlu Receptor Allosteric Modulation”. Int. J. Neuropsychopharmacol. 19 (5):  pyv133. (2016). doi:10.1093/ijnp/pyv133. PMC 4886670. PMID 26647381.
- “Molecular Insights into Metabotropic Glutamate Receptor Allosteric Modulation”. Mol. Pharmacol. 88 (1):  188–202. (2015). doi:10.1124/mol.114.097220. PMC 4468636. PMID 25808929.